# Georg Carl Amdrup
Georg Carl Amdrup (Copenhague, 19 novembre 1866-Copenhague, 15 janvier 1947) est un officier de marine et explorateur arctique danois.

## Biographie
Membre de la Marine royale danoise, il est envoyé en 1884 à Amassalik où il hiverne et explore le nord du Groenland, examinant le Ikerasak Fjord, cartographiant les côtes et recueillant de nombreuses données géologiques et ethnologiques. Il parvient en juillet 1885 à la latitude de 67°22' N.
En 1898, il dirige une expédition danoise dans l'est du Groenland patronnée par la Carlsberg Foundation en compagnie du botaniste Christian Krause, de l'ornithologue, Knud Poulsen et de deux marins. Partis de Copenhague le 16 août 1898, ils atteignent Ammassalik le 31 août. Le but de l'expédition était d'étudier la zone inexplorée entre le 66e parallèle nord et Ittoqqortoormiit (70e parallèle nord). Elle ramènera une importante collection ethnographique.
En 1899, il rachète l'Antarctic à Alfred Gabriel Nathorst et repart le 15 juin 1900 pour l'est du Groenland avec onze hommes, dont Otto Nordenskjold, Johan Peter Koch et Ejnar Mikkelsen, dans le but d'explorer la zone entre le cap Brewster et l'île Agga. Ils atteignent la Little Pendulum Island et l'île Sabine et, à la mi-juillet le cap Dalton (69°25'N) où ils sont séparés en deux groupes. Le premier, dirigé par Nikolaj Hartz (en) revient à l'Antarctic tandis que le second, dirigé par Amdrup, navigue avec de grandes difficultés avec le petit navire le Aggas, à travers une ceinture de glace du courant polaire pour cartographier une voie inexplorée.

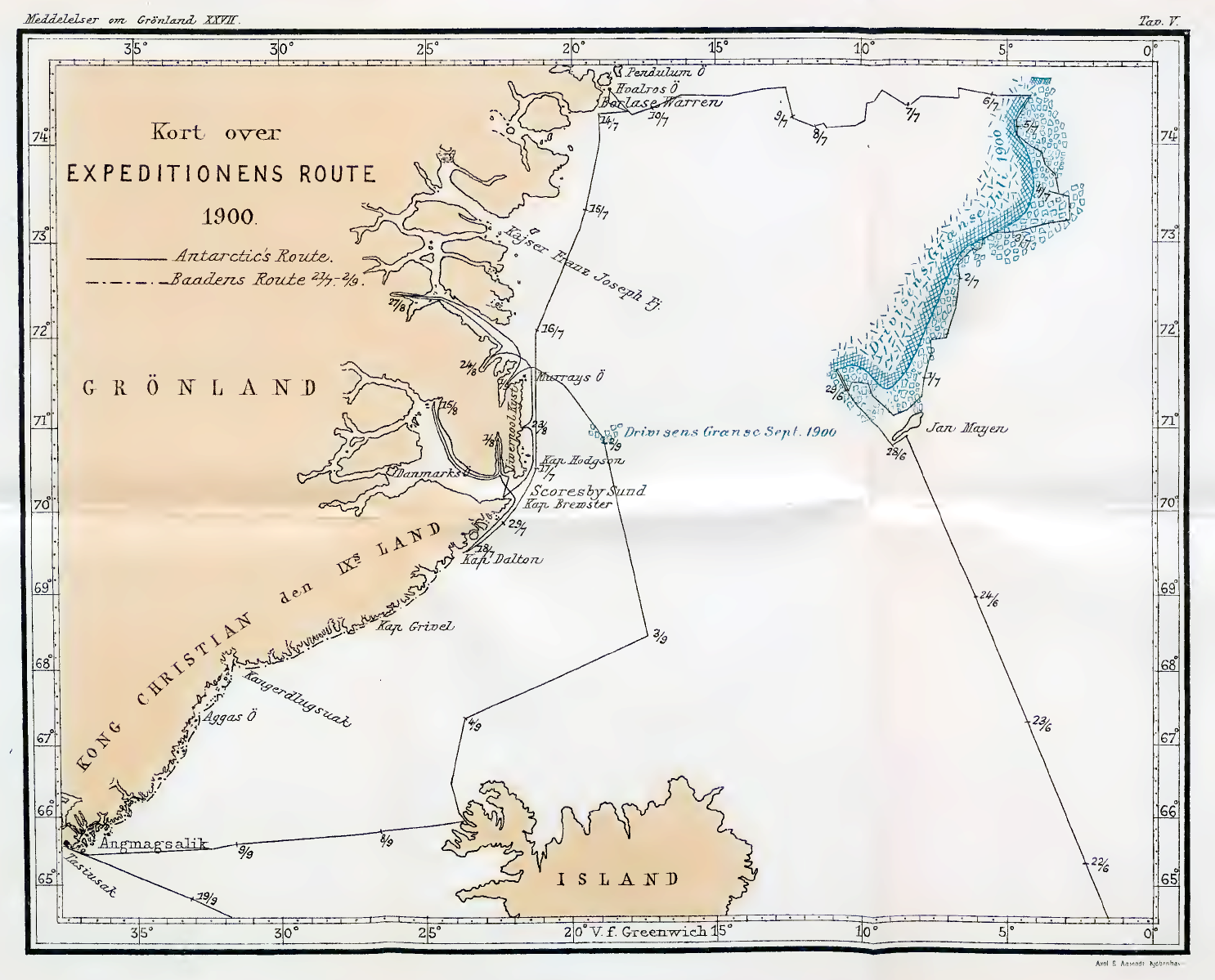
Trajet de lAntarctic et de lAggas dans l'est du Groenland (1900)

Avec Ejnar Mikkelsen, il découvre 38 corps d'inuits, morts de faim, et en déduit que le peuple essaya de coloniser la région. De retour à l'Antarctic, l'expédition regagne Copenhague le 4 octobre avec de grandes collections de botanique, de géologie et de zoologie et de nombreux spécimens, comme un bœuf musqué et dix lemmings.
Adjudant de son ami le prince Valdemar de Danemark (1905), il est membre du comité de l'expédition danoise dans le nord-est du Groenland (1906-1908) et est chargé de rédiger le récit du voyage après la mort de Ludvig Mylius-Erichsen.
Membre de la Commission du Groenland (1913) dont il devient président en 1930-1931, il reprend la publication des Meddelelser om Grønland (en). En 1932, il fait partie de la commission danoise à la Cour permanente de justice internationale de La Haye et en 1933 décide du différend sur l'est du Groenland entre le Danemark et la Norvège en faveur du Danemark.
Commandant (1916) puis contre amiral (1925), il est promu vice amiral en 1927.

### Familles
Il épouse le 12 février 1904, Alma Marguerite Bloch (1883–1917), fille de Carl Heinrich Bloch puis, après la mort de son épouse, Karen Helen Vilhelmine Louise Werner (1890–1950) en 1933.

## Hommages, distinctions et récompenses
- Médaille du mérite en or de la Société royale de géographie du Danemark (1901)
- Médaille de la Royal Geographical Society (1902)
- L'ouvrage de Mikkelsen, Being the story of the 'Alabama' expedition, 1909-1912 lui est dédié
- La Terre d'Amdrup (80° 54′ 58″ N, 16° 34′ 59″ O) et le Fjord Amdrup (68° 12′ 58″ N, 32° 19′ 59″ O) dans le nord-est du Groenland, ont été nommés en son honneur.
- Le navire de la Shipbuilding & Engineering Company's G.C. Amdrup porte son nom.

## Œuvres
- The East-Greenland Coast Expedition in the year 1900 (1902) (en danois)
- Carlsbergfondets expedition til Øst-Grønland (1902)
- Beretning om kystexpeditionen langs Grønlands østkyst 1900 (1902)
- Observations astronomiques, météorologiques et magnétiques de Tasiusak dans le district d'Angmagsalik, 1898 Faites par l'expédition danoise sous la direction de G. C. Amdrup: Publ. par la Commission danoise des Explorations géographique et géologiques du Groenland (1904)
- Fungi Groenlandiæ orientalis in expeditionibus G. Amdrup 1898-1902 (1904)
- Grønland i Tohundredaaret for Hans Egedes Landing. Under Redaktion of G. C. Amdrup, Louis Bobé, Ad. S. Jensen, H. P. Steensby (1921) (en danois)
- Greenland (1928)
- The Past and Present Population of Greenland (1928)
- The Colonization of Greenland and Its History Until 1929 (1929)